# William Harding Scott
William Harding Scott (* 13. Mai 1862 in Soham, England; † 4. September 1938 in Norwich) war ein englischer Elektrotechniker.
Seine Eltern waren James und Ellen Scott. Er studierte am South Kensington College im Science and Art Department und erwarb ein Diplom in Electricity and Magnetism.
1883 begann er bei der Hammond Electric Lighting Company in London, die ihn nach Norwich sandte. Als hier die Senf-Hoflieferanten Colmans of Norwich (Jeremiah Colman) in ihrer Mühle die elektrische Beleuchtung ausprobieren wollten, gründete er sein eigenes kleines Geschäft in der King Street.
Er tat sich später mit dem Finanzier Reginald Laurence (1859–1923) zusammen und gründete Laurence Scott & Co Ltd.
1920 wurde er als Officer des Order of the British Empire ausgezeichnet. Die Ritterwürde lehnte er ab.
Nachdem 1938 einer seiner beiden Söhne gestorben war, erlag er einem Herzanfall.